# Johnny Paycheck

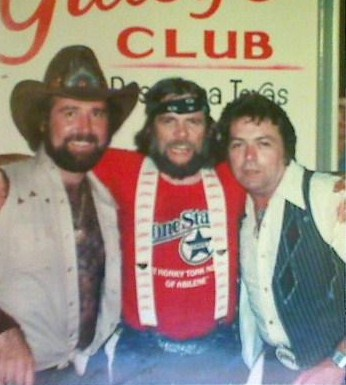
Johnny Lee, Johnny Paycheck und Mickey Gilley im Gilley’s, 1978

Johnny Paycheck (* 31. Mai 1938 als Donald Eugene Lytle in Greenfield, Ohio; † 19. Februar 2003 in Nashville, Tennessee) war ein US-amerikanischer Country-Sänger, der vor allem durch den Hit Take This Job and Shove It bekannt wurde.

## Leben

### Anfänge
Als Jugendlicher bereiste er Nordamerika als Hobo auf Güterzügen. Seine Zeit bei der US-Navy endete nach einem tätlichen Angriff auf einen Vorgesetzten mit einer zweijährigen Gefängnisstrafe. Nach einigen Monaten rastlosen Umherstreifens landete er anschließend in Nashville, wo er unter dem Namen Donny Young einige erfolglose Singles einspielte. Danach schloss er sich den Begleitbands von Stars wie Porter Wagoner, Faron Young und Ray Price an. Mit George Jones arbeitete er vier Jahre zusammen. Beide beeinflussten sich gegenseitig stilistisch.

### Karriere
1965 nannte er sich nach einem Chicagoer Boxer in Johnny Paycheck um. Im gleichen Jahr nahm er für ein unabhängiges Label mehrere Singles auf. Der Song A-11 erreichte Platz 26 in den Country-Charts. Durch den Erfolg ermutigt, gründete er 1966 gemeinsam mit seinem Produzenten Aubrey Mayhew das Label Little Darlin’ Records. Bereits die erste Single des neuen Labels The Lovin' Machine konnte sich in den Top 10 platzieren. In diesen Jahren hatte Paycheck erste Erfolge als Songwriter. Tammy Wynette schaffte es mit Apartment No. 9 in die Top 10; Ray Price hatte mit Touch My Heart einen Nummer-3-Hit.
Für das Little-Darlin’-Label wurden in den folgenden Jahren einige mittlere Hits produziert. Sein sehr harter Honky Tonk war nicht jedermanns Geschmack. Aufgrund der ausbleibenden Erfolge, die zum Teil durch Paychecks Alkoholkrankheit verursacht worden waren, ging das Label 1969 in Konkurs. Überschuldet verschwand Paycheck nach Kalifornien, wo er auf der Straße lebte.

### Comeback

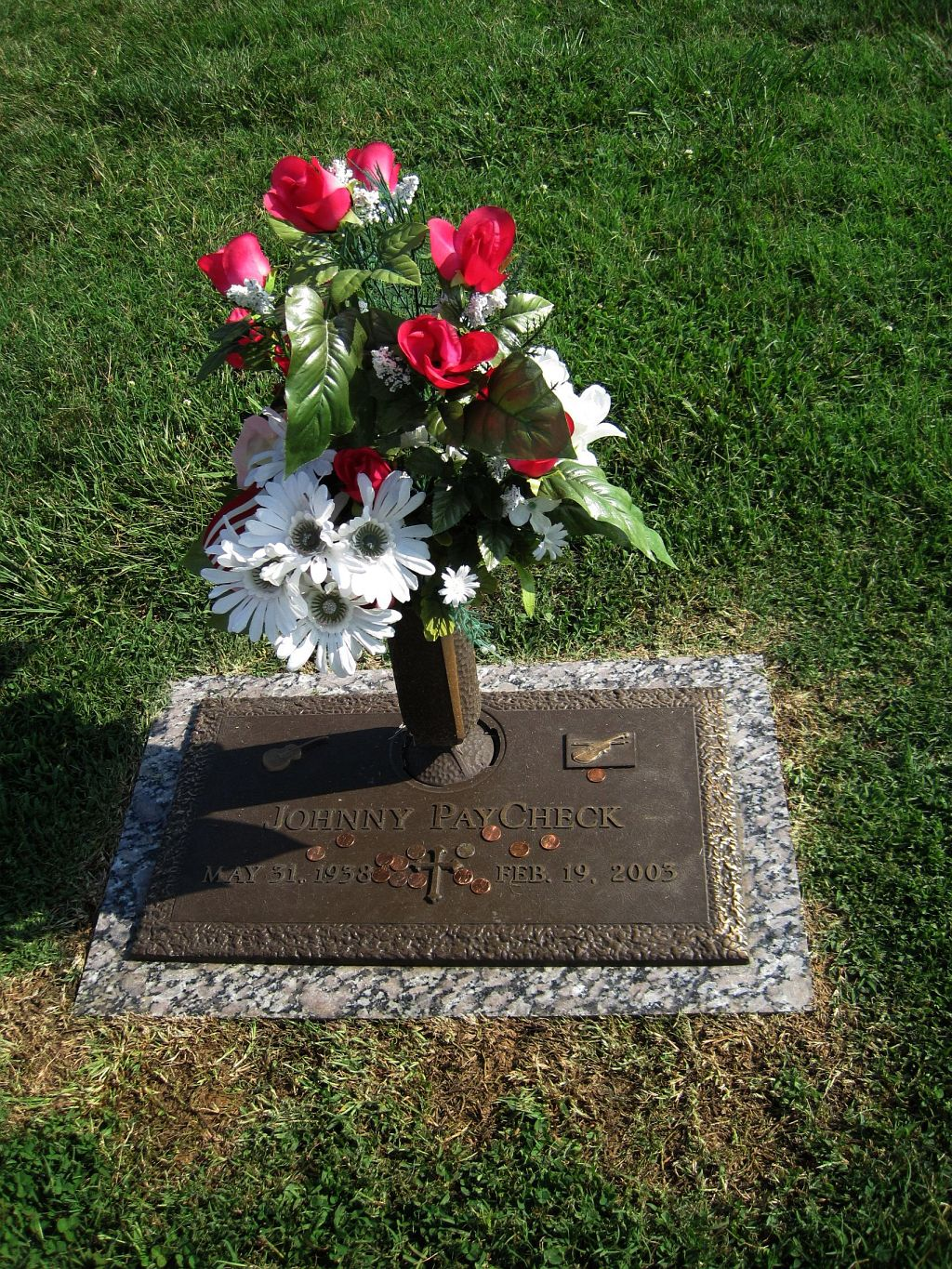
Paychecks Grab in Nashville

Dem Nashviller Produzenten Billy Sherrill gelang es 1971, den talentierten Musiker und Songwriter aufzuspüren. Sherrill bot Paycheck einen neuen Schallplattenvertrag unter der Voraussetzung an, dass dieser seine Alkohol- und Drogensucht überwindet. Paycheck willigte ein und startete eine zweite Karriere. Bereits die erste Single, She's All I Got, erreichte Platz zwei der Country-Charts. Der gefälligere Nashville Sound hatte diesen Erfolg ermöglicht.
Weitere Hits folgten. Paycheck hatte sich zwar in der Szene etabliert, kam aber immer wieder mit dem Gesetz in Konflikt. 1972 erhielt er eine zwölfmonatige Bewährungsstrafe wegen Scheckbetrugs. 1976 meldete er Privatinsolvenz an. Ein Jahr später gelang ihm mit Take This Job and Shove It sein erster und einziger Nummer-1-Hit. Im selben Jahr landeten die zwei Hits Slide Off of Your Satin Sheets und I'm the Only Hell (Mama Ever Raised) ebenfalls in den Top 10 der Country-Charts.
Der mittlerweile langhaarige und verwahrlost wirkende Paycheck schloss sich der Outlaw-Bewegung um Waylon Jennings und Willie Nelson an. Trotz weiterer Erfolge verlor er 1983 seinen Schallplattenvertrag. Ausschlaggebend waren ein Gerichtsverfahren wegen Vergewaltigung und eine Schlägerei, die er in betrunkenem Zustand an Bord eines Linienflugzeugs angezettelt hatte.
Er wechselte das Label, konnte aber keine Hits mehr hervorbringen. 1985 geriet er erneut in die Schlagzeilen, nachdem er aus nichtigen Gründen einem Mann in die Schulter geschossen hatte. Er wurde zu sieben bis neun Jahren Gefängnis verurteilt. Aufgrund mehrerer Berufungsverhandlungen musste er die Strafe erst 1989 antreten. In der Zwischenzeit veröffentlichte er für das Mercury Label weitere Schallplatten. Letztendlich verbrachte er nach einer Begnadigung durch Gouverneur Richard Celeste noch nicht einmal zwei Jahre hinter Gittern. Hier gelang es ihm erfolgreich, seine Alkohol- und Drogenabhängigkeit zu bekämpfen und sogar seinen Schulabschluss nachzuholen. Johnny Paycheck war zuletzt bettlägerig und starb im Februar 2003 an einem Lungenemphysem in einem Pflegeheim in Nashville.

## Diskografie

### Alben
| Jahr | Titel                                                        | Höchstplatzierung, Gesamtwochen, AuszeichnungChartplatzierungen (Jahr, Titel, Platzierungen, Wochen, Auszeichnungen, Anmerkungen) | Höchstplatzierung, Gesamtwochen, AuszeichnungChartplatzierungen (Jahr, Titel, Platzierungen, Wochen, Auszeichnungen, Anmerkungen) | Anmerkungen            |
| Jahr | Titel                                                        | US | Country | Anmerkungen            |
| ---- | ------------------------------------------------------------ | --- | --- | ---------------------- |
| 1966 | At Carnegie Hall                                             | — | Country22 (11 Wo.)Country | Little Darlin’         |
| 1967 | Jukebox Charlie (And Other Songs That Make The Jukebox Play) | — | Country10 (13 Wo.)Country | Little Darlin’         |
| 1968 | Country Soul                                                 | — | Country41 (4 Wo.)Country | Little Darlin’         |
| 1971 | She’s All I Got                                              | — | Country5 (27 Wo.)Country | Epic                   |
| 1972 | Someone To Give My Love To                                   | — | Country9 (17 Wo.)Country | Epic                   |
| 1972 | Somebody Loves Me                                            | — | Country16 (14 Wo.)Country | Epic                   |
| 1973 | Mr. Lovemaker                                                | — | Country12 (15 Wo.)Country | Epic                   |
| 1973 | Song & Dance Man                                             | — | Country16 (14 Wo.)Country | Epic                   |
| 1976 | 11 Months And 29 Days                                        | — | Country40 (4 Wo.)Country | Epic                   |
| 1977 | Slide Off Of Your Satin Sheets                               | — | Country22 (15 Wo.)Country | Epic                   |
| 1977 | Take This Job And Shove It                                   | US72 Platin · (14 Wo.)US | Country2 (49 Wo.)Country | Epic                   |
| 1978 | Armed And Crazy                                              | — | Country15 (31 Wo.)Country | Epic                   |
| 1979 | Everybody’s Got A Family … Meet Mine                         | — | Country42 (14 Wo.)Country | Epic                   |
| 1980 | Double Trouble                                               | — | Country45 (16 Wo.)Country | Epic mit George Jones  |
| 1981 | Mr. Hag Told My Story                                        | — | Country40 (7 Wo.)Country | Epic mit The Strangers |
| 1987 | Modern Times                                                 | — | Country54 (12 Wo.)Country | Mercury                |

Weitere Alben
- 1966: The Lovin’ Machine (Little Darlin’)
- 1967: Gospel Time ‘In My Fashion’ (Little Darlin’)
- 1969: Wherever You Are (Little Darlin’)
- 1970: Again (Certron Corporation)
- 1972: Heartbreak, Tenn. (Hilltop)
- 1975: Loving You Beats All I’ve Ever Seen (Epic)
- 1982: Lovers & Losers (Epic)
- 1983: I Don’t Need To Know That Right Now (Allegiance)
- 1988: Outlaw At The Cross (Damascus To The Cross Records)
- 1991: The Last Outlaw (Air Records)
- 1995: Difference In Me (Playback Records)
- 1996: Johnny Paycheck Sings George Jones (K-tel)
- 1996: I’m A Survivor (Sterling)

### Livealben
| Jahr | Titel         | Höchstplatzierung, Gesamtwochen, AuszeichnungChartplatzierungen (Jahr, Titel, Platzierungen, Wochen, Auszeichnungen, Anmerkungen) | Höchstplatzierung, Gesamtwochen, AuszeichnungChartplatzierungen (Jahr, Titel, Platzierungen, Wochen, Auszeichnungen, Anmerkungen) | Anmerkungen |
| Jahr | Titel         | US | Country | Anmerkungen |
| ---- | ------------- | --- | --- | ----------- |
| 1980 | New York Town | — | Country48 (7 Wo.)Country | Epic        |

Weitere Livealben
- 1993: Live in Branson, MO, USA (LaserLight Digital)
- 1999: Live At Gilley’s (Atlantic Records)
- 2011: Live at the Palomino (Vintage Masters Inc.)

### Kompilationen
| Jahr | Titel                             | Höchstplatzierung, Gesamtwochen, AuszeichnungChartplatzierungen (Jahr, Titel, Platzierungen, Wochen, Auszeichnungen, Anmerkungen) | Höchstplatzierung, Gesamtwochen, AuszeichnungChartplatzierungen (Jahr, Titel, Platzierungen, Wochen, Auszeichnungen, Anmerkungen) | Anmerkungen |
| Jahr | Titel                             | US | Country | Anmerkungen |
| ---- | --------------------------------- | --- | --- | ----------- |
| 1974 | Johnny Paycheck’s Greatest Hits   | — | Country21 (20 Wo.)Country | Epic        |
| 1978 | Johnny Paycheck’s Greatest Hits 2 | US— GoldUS | Country23 (23 Wo.)Country | Epic        |

Weitere Kompilationen
- 1968: Johnny Paycheck’s Greatest Hits
- 1975: At His Best
- 1979: The Outlaw
- 1979: Jesus and the Outlaw
- 1979: Honky Tonk & Slow Music
- 1979: Touch My Heart
- 1981: Encore
- 1982: Biggest Hits
- 1996: The Real Mr. Heartache: The Little Darlin’ Years
- 1999: 16 Biggest Hits
- 2002: Remembering
- 2002: The Soul & the Edge: The Best of Johnny Paycheck
- 2003: The Collection
- 2004: The Little Darlin’ Sound of Johnny Paycheck: The Beginning
- 2005: The Little Darlin’ Sound of Johnny Paycheck: On His Way
- 2005: The Little Darlin’ Sound of Johnny Paycheck: The Gospel Truth - The Complete Gospel Sessions
- 2006: 11 Months and 29 Days/Slide Off of Your Satin Sheets
- 2006: Shakin’ the Blues
- 2007: Take This Job and Shove It/Armed and Crazy
- 2009: Nowhere to Run: The Little Darlin’ Years 1966–1970
- 2010: Someone to Give My Love To/Somebody Loves Me
- 2013: Double Trouble/A Taste of Yesterday's Wine
- 2014: The Essential Johnny Paycheck
- 2015: I’ll Take That Paycheck Now
- 2015: Paycheck Time

### Singles
| Jahr | Titel Album                                                                 | Höchstplatzierung, Gesamtwochen, AuszeichnungChartplatzierungen (Jahr, Titel, Album, Platzierungen, Wochen, Auszeichnungen, Anmerkungen) | Höchstplatzierung, Gesamtwochen, AuszeichnungChartplatzierungen (Jahr, Titel, Album, Platzierungen, Wochen, Auszeichnungen, Anmerkungen) | Anmerkungen                            |
| Jahr | Titel Album                                                                 | US | Country | Anmerkungen                            |
| ---- | --------------------------------------------------------------------------- | --- | --- | -------------------------------------- |
| 1965 | A-11                                                                        | — | Country26 (12 Wo.)Country |                                        |
| 1965 | Heartbreak Tennessee                                                        | — | Country40 (2 Wo.)Country |                                        |
| 1966 | The Lovin’ Machine                                                          | — | Country8 (19 Wo.)Country |                                        |
| 1966 | Motel Time Again Jukebox Charlie                                            | — | Country13 (15 Wo.)Country |                                        |
| 1967 | Jukebox Charlie                                                             | — | Country15 (15 Wo.)Country |                                        |
| 1967 | The Cave                                                                    | — | Country32 (10 Wo.)Country |                                        |
| 1967 | Don’t Monkey with Another Monkey’s Monkey Greatest Hits                     | — | Country41 (11 Wo.)Country |                                        |
| 1968 | (It Won’t Be Long) And I’ll Be Hating You Greatest Hits                     | — | Country59 (7 Wo.)Country |                                        |
| 1968 | My Heart Keeps Running to You Greatest Hits                                 | — | Country66 (4 Wo.)Country |                                        |
| 1968 | If I’m Gonna Sink Wherever You Are                                          | — | Country73 (4 Wo.)Country |                                        |
| 1969 | Wherever You Are                                                            | — | Country31 (13 Wo.)Country |                                        |
| 1971 | She’s All I Got                                                             | US91 (2 Wo.)US | Country2 (19 Wo.)Country |                                        |
| 1972 | Someone to Give My Love To                                                  | — | Country4 (14 Wo.)Country |                                        |
| 1972 | Love Is a Good Thing Someone to Give My Love To                             | — | Country12 (11 Wo.)Country |                                        |
| 1972 | Somebody Loves Me                                                           | — | Country21 (12 Wo.)Country |                                        |
| 1973 | Something About You I Love Mr. Lovemaker                                    | — | Country10 (12 Wo.)Country |                                        |
| 1973 | Mr. Lovemaker                                                               | — | Country2 (15 Wo.)Country |                                        |
| 1973 | Song and Dance Man                                                          | — | Country8 (15 Wo.)Country |                                        |
| 1974 | My Part of Forever Song and Dance Man                                       | — | Country19 (12 Wo.)Country |                                        |
| 1974 | Keep on Lovin’ Me Greatest Hits (1974)                                      | — | Country23 (11 Wo.)Country |                                        |
| 1974 | For a Minute There Song and Dance Man                                       | — | Country12 (15 Wo.)Country |                                        |
| 1975 | Loving You Beats All I’ve Ever Seen                                         | — | Country26 (11 Wo.)Country |                                        |
| 1975 | I Don’t Love Her Anymore Loving You Beats All I’ve Ever Seen                | — | Country38 (12 Wo.)Country |                                        |
| 1975 | All-American Man                                                            | — | Country23 (12 Wo.)Country |                                        |
| 1976 | The Feminine Touch 11 Months and 29 Days                                    | — | Country56 (8 Wo.)Country |                                        |
| 1976 | Gone at Last 11 Months and 29 Days                                          | — | Country49 (8 Wo.)Country | mit Charnissa                          |
| 1976 | 11 Months and 29 Days                                                       | — | Country34 (10 Wo.)Country |                                        |
| 1976 | I Can See Me Lovin’ You Again 11 Months and 29 Days                         | — | Country44 (8 Wo.)Country |                                        |
| 1977 | Slide Off Your Satin Sheets                                                 | — | Country7 (16 Wo.)Country |                                        |
| 1977 | I’m the Only Hell (Mama Ever Raised) Slide Off Your Satin Sheets            | — | Country8 (16 Wo.)Country |                                        |
| 1977 | Take This Job and Shove It                                                  | — | Country1 (18 Wo.)Country |                                        |
| 1977 | Colorado Kool-Aid                                                           | — | Country50 (6 Wo.)Country | B-Seite von Take This Job and Shove It |
| 1978 | Georgia in a Jug Take This Job and Shove It                                 | — | Country17 (7 Wo.)Country |                                        |
| 1978 | Me and the I.R.S.                                                           | — | Country33 (3 Wo.)Country | B-Seite von Georgia in a Jug           |
| 1978 | Maybellene Double Trouble                                                   | — | Country7 (13 Wo.)Country | mit George Jones                       |
| 1978 | Friend, Lover, Wife Armed and Crazy                                         | — | Country7 (12 Wo.)Country |                                        |
| 1979 | The Outlaw’s Prayer Armed and Crazy                                         | — | Country27 (11 Wo.)Country |                                        |
| 1979 | Down on the Corner at a Bar Called Kelly’s                                  | — | Country94 (4 Wo.)Country |                                        |
| 1979 | You Can Have Her Double Trouble                                             | — | Country14 (11 Wo.)Country | mit George Jones                       |
| 1979 | (Stay Away From) The Cocaine Train Everybody’s Got A Family … Meet Mine     | — | Country49 (6 Wo.)Country |                                        |
| 1979 | Drinkin’ and Drivin’ Everybody’s Got A Family … Meet Mine                   | — | Country17 (13 Wo.)Country |                                        |
| 1980 | Fifteen Beers Everybody’s Got A Family … Meet Mine                          | — | Country40 (9 Wo.)Country |                                        |
| 1980 | When You’re Ugly Like Us (You Just Naturally Got to Be Cool) Double Trouble | — | Country31 (9 Wo.)Country | mit George Jones                       |
| 1980 | You Better Move On Double Trouble                                           | — | Country18 (12 Wo.)Country | mit George Jones                       |
| 1980 | In Memory of a Memory New York Town                                         | — | Country22 (11 Wo.)Country |                                        |
| 1981 | I Can’t Hold Myself in Line Mr. Hag Told My Story                           | — | Country41 (8 Wo.)Country | mit Merle Haggard & The Strangers      |
| 1981 | Yesterday’s News (Just Hit Home Today) Mr. Hag Told My Story                | — | Country57 (7 Wo.)Country | mit The Strangers                      |
| 1981 | The Highlight of ’81 Lovers and Losers                                      | — | Country75 (4 Wo.)Country |                                        |
| 1981 | No Way Out Lovers and Losers                                                | — | Country69 (5 Wo.)Country |                                        |
| 1981 | D.O.A. (Drunk on Arrival) Lovers and Losers                                 | — | Country88 (4 Wo.)Country |                                        |
| 1984 | I Never Got Over You I’m a Survivor                                         | — | Country30 (18 Wo.)Country |                                        |
| 1985 | You’re Every Step I Take I’m a Survivor                                     | — | Country47 (10 Wo.)Country |                                        |
| 1985 | Everything Is Changing I’m a Survivor                                       | — | Country63 (8 Wo.)Country |                                        |
| 1986 | Old Violin Modern Times                                                     | — | Country21 (22 Wo.)Country |                                        |
| 1986 | Don’t Bury Me ’Til I’m Ready Modern Times                                   | — | Country49 (10 Wo.)Country |                                        |
| 1987 | Come to Me Modern Times                                                     | — | Country56 (7 Wo.)Country |                                        |
| 1987 | I Grow Old Too Fast (And Smart Too Slow) Modern Times                       | — | Country72 (5 Wo.)Country |                                        |
| 1988 | Out of Beer                                                                 | — | Country81 (2 Wo.)Country |                                        |
| 1989 | Scars Outlaw at the Cross                                                   | — | Country90 (2 Wo.)Country |                                        |

Weitere Singles
- 1964: I’d Rather Be Your Fool
- 1965: For Those Who Think Young
- 1966: I’m Barely Hangin’ on to Me
- 1966: Ballad of Green Berets
- 1966: Right Back Where We Parted
- 1969: My World of Memories
- 1969: Wildfire
- 1983: I Don’t Need to Know That Right Now
- 1986: Sexy Southern Lady
- 1988: Josie
- 1994: There Lies the Difference

### Gastbeiträge
| Jahr | Titel Album                                             | Höchstplatzierung, Gesamtwochen, AuszeichnungChartsChartplatzierungen (Jahr, Titel, Album, Platzierungen, Wochen, Auszeichnungen, Anmerkungen) | Anmerkungen     |
| Jahr | Titel Album                                             | Country | Anmerkungen     |
| ---- | ------------------------------------------------------- | --- | --------------- |
| 1972 | Let’s All Go Down to the River There’s a Party Goin’ On | Country13 (11 Wo.)Country | mit Jody Miller |

## Trivia
Sein Song It Won’t Be Long (And I’ll Be Hating You) wird im Radio des Videospiels Grand Theft Auto V gespielt.